# Ewa Demarczyk

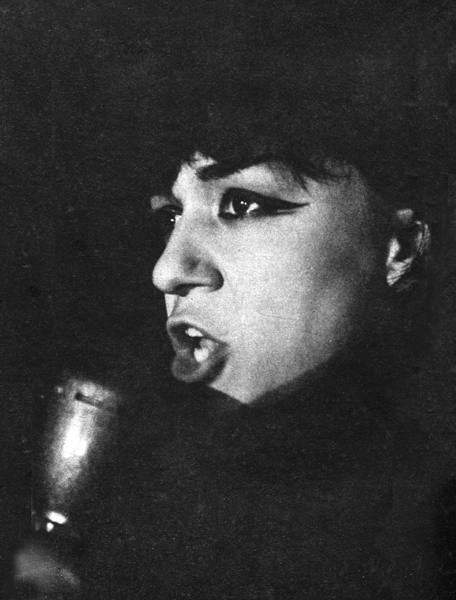
Ewa Demarczyk (1966)

Ewa Maria Demarczyk (* 16. Januar 1941 in Krakau; † 14. August 2020 ebenda) war eine polnische Musikerin und Schauspielerin.

## Leben
Ewa Demarczyk war eine ausgebildete Schauspielerin und Pianistin. Bekannt wurde sie in den 1960er Jahren durch ausdrucksstarke Textinterpretationen ihrer Chansons und gehörte in Polen seitdem zu den Persönlichkeiten der Kulturszene. Sie trat immer in einem schwarzen Kleid auf, was ihr den Beinamen Schwarzer Engel oder Schwarze Dame des polnischen Chansons einbrachte.
Während des Schauspielstudiums an der Staatlichen Schauspielhochschule in Krakau trat sie bereits im Studentenkabarett Cyrulik auf und kam darüber 1962 in den bekannten Krakauer Kabarettkeller Piwnica pod Baranami, wo ihre Zusammenarbeit mit dem Komponisten Zygmunt Konieczny begann, der ihre bekanntesten Lieder komponierte. Im Ausland feierte sie Erfolge im Pariser Olympia, in der New Yorker Carnegie Hall, in Genf beim 20-jährigen Jubiläum der UNO sowie in Schweden und Belgien. Nach 1972 trat sie nur noch sehr selten auf.

## Diskografie
- 1963 – Karuzela z Madonnami
- 1967 – Ewa Demarczyk śpiewa piosenki Zygmunta Koniecznego (PL: ×3Dreifachplatin )[3]
- 1974 – Polsza
- 1979 – Live, Warschau
- 1986 – Piwnica pod Baranami 1963–68

## Auszeichnungen und Ehrungen
- Goldenes Verdienstkreuz der Republik Polen, 1971
- Mitglied der Ehrenlegion (Offizier), 1977
- Orden Polonia Restituta (Ritter), 1979[4]
- Orden Polonia Restituta (Komtur), 2000[5]
- Gloria-Artis-Goldmedaille für kulturelle Verdienste, 2005[6]
- Orden Polonia Restituta (Komtur mit Stern), 2017[1]